# Пайк (округ, Міссісіпі)
Шаблон:StateAbbr_ 31°11′ пн. ш. 90°24′ зх. д. / 31.18° пн. ш. 90.4° зх. д.
Округ  Пайк (англ. Pike County) — округ (графство) у штаті Міссісіпі, США. Ідентифікатор округу 28113.

## Історія
Округ утворений 1815 року.

## Демографія
За даними перепису 
2000 року 
загальне населення округу становило 38940 осіб, зокрема міського населення було 18569, а сільського — 20371.
Серед мешканців округу чоловіків було 18228, а жінок — 20712. В окрузі було 14792 домогосподарства, 10502 родин, які мешкали в 16720 будинках.
Середній розмір родини становив 3,12.
Віковий розподіл населення поданий у таблиці:
| Стать    | До 15 років | 15-21 | 22-29 | 30-39 | 40-49 | 50-65 | 65-85 | Понад 85 |
| -------- | ----------- | ----- | ----- | ----- | ----- | ----- | ----- | -------- |
| Чоловіки | 4461        | 2280  | 1703  | 2294  | 2562  | 2803  | 1942  | 183      |
| Жінки    | 4376        | 2165  | 2054  | 2690  | 2988  | 3039  | 2848  | 552      |

## Суміжні округи
- Лінкольн — північ
- Волтголл — схід
- Вашингтон, Луїзіана — південний схід
- Танґіпаоа, Луїзіана — південь
- Емайт — захід

## Виноски
1. ↑  U.S. Decennial Census. United States Census Bureau. Архів оригіналу за 4 квітня 2018. Процитовано 6 листопада 2014.
2. ↑  Historical Census Browser. University of Virginia Library. Архів оригіналу за 11 серпня 2012. Процитовано 6 листопада 2014.
3. ↑  Population of Counties by Decennial Census: 1900 to 1990. United States Census Bureau. Архів оригіналу за 28 грудня 2014. Процитовано 6 листопада 2014.
4. ↑  Census 2000 PHC-T-4. Ranking Tables for Counties: 1990 and 2000 (PDF). United States Census Bureau. Архів оригіналу (PDF) за 18 грудня 2014. Процитовано 6 листопада 2014.
5. ↑  State & County QuickFacts. United States Census Bureau. Архів оригіналу за 7 червня 2011. Процитовано 5 вересня 2013.(англ.) Наведено за англійською вікіпедією.
6. ↑  American FactFinder. Бюро перепису населення США. Архів оригіналу за 26 лютого 2012. Процитовано 31 січня 2008.

| США | Це незавершена стаття з географії США. Ви можете допомогти проєкту, виправивши або дописавши її. |